# 2022年ウクライナの東部反攻
2022年ウクライナの東部反攻（2022ねんウクライナのとうぶはんこう）は、2022年のロシアによるウクライナ侵攻中の2022年9月6日からハルキウ州、ドネツィク州、ルハーンシク州において実施された、ウクライナ軍による反攻作戦。ハルキウ州での反攻作戦を突破口に、9月10日までにハルキウ州内の2,500平方キロメートルの地域を奪還、ロイター通信によるとロシア連邦軍は、鉄道の分岐点であるクプヤンシクの奪還によって分断され、イジュームからの撤退を余儀なくされた。
ウクライナ軍は9月13日、ボロヴァ近郊のオスキル川に橋頭堡を築き、9月17日にオスキル川沿いのロシア連邦軍前線を突破し、9月25日までの間に少なくとも5か所の橋頭堡を確保した。
ウクライナ軍は10月1日、ドネツィク州・リマンを奪還した。

## 前段
ロシア連邦軍はウクライナ侵攻後、最初の数か月でハルキウ州の広大な地域を占領下に置いた。一方、ハルキウ州の大部分はウクライナ側が保持していたが、州都ハルキウなどの主要都市には8月までロシア連邦軍の砲撃が続いた。
ウクライナ軍は、ロシア連邦軍のハルキウへの進軍を阻止し、3月と5月の反撃でハルキウ郊外からロシア連邦軍を撃退した。国際人権団体のアムネスティ・インターナショナルは、ハルキウへのロシア連邦軍の砲撃によって6月6日までに民間人606人が死亡、1,248人が負傷したとしている。ハルキウでの死者は8月までに1,000人を超えた。

## ウクライナ軍の反撃
ウクライナは、数週間にわたって南部での反攻作戦のプロパガンダを流し、ロシア連邦軍はそれに呼応して、精鋭の第1親衛戦車軍などをヘルソン州に展開させ、その他の部隊をおよそ1,300キロメートルにおよぶ前線に配置した。
東部での反撃に先立ち、ウクライナ軍はアメリカ合衆国から供与されたHIMARS（高機動ロケット砲システム）を使用して、ロシア連邦軍前線後方のクプヤンシクとキヴシャリフカにある拠点と弾薬庫を攻撃し、ロシア連邦軍の補給線と兵士の士気に打撃を与えた。
8月29日、ウクライナ軍はヘルソン州で間もなく攻勢をかけると発表、直後にウクライナ軍は攻撃を開始し、ロシア連邦軍の関心はヘルソン州に移った。西側軍事アナリストは東部での大規模攻勢前にロシア連邦軍をハルキウ州から遠ざける策略の一つと見なしているが、いずれにせよハルキウ州のロシア連邦軍は9月6日までの間、戦力不足で活動が停滞していた。
9月5日に予定されていたロシア占領地域での併合住民投票は、安全上の理由から延期された。

### 第一段階 (9月6日 - 12日)

#### 奇襲
9月6日、ウクライナ軍はハルキウ州でロシア連邦軍を奇襲し、反撃を開始した。
ウクライナ軍は2日間でロシア占領地域に20キロメートル進出し、約400平方キロメートルの領土を奪還した。9月9日までにウクライナ軍は前線を突破して50キロメートル近く前進し、1,000平方キロメートルの領土を奪還、イジュームの北西約44キロメートルまで到達した。9月10日、イジュームが奪還され、アメリカのワシントン・ポスト紙は「（ロシア軍の）驚くべき敗走」と論評し、アメリカのシンクタンク戦争研究所はウクライナ軍が約2,500平方キロメートルの領土を解放したと分析した。

#### 前線突破

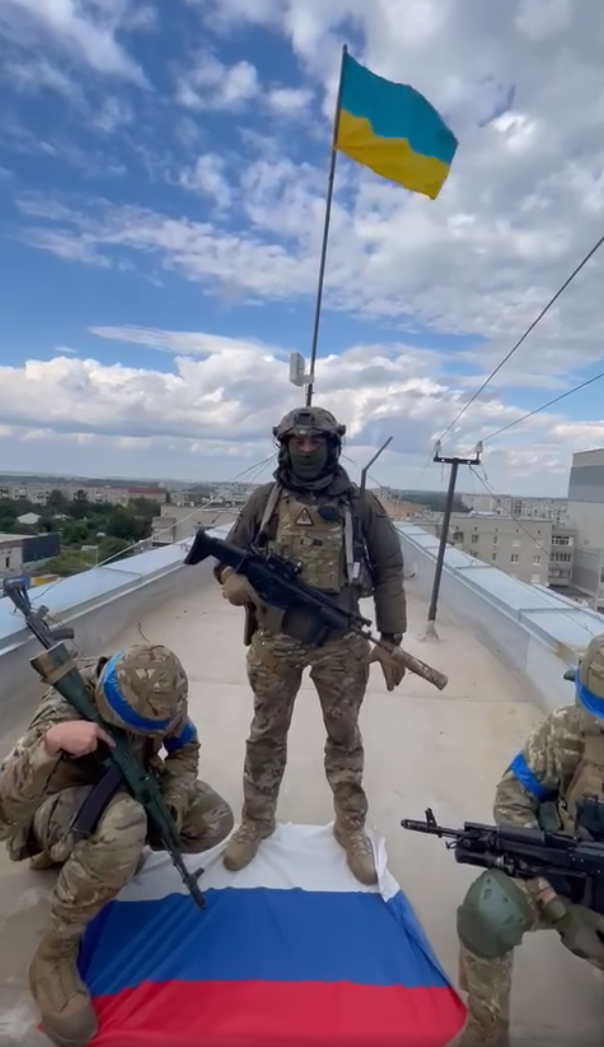
9月8日、バラクリアに翻るウクライナ国旗

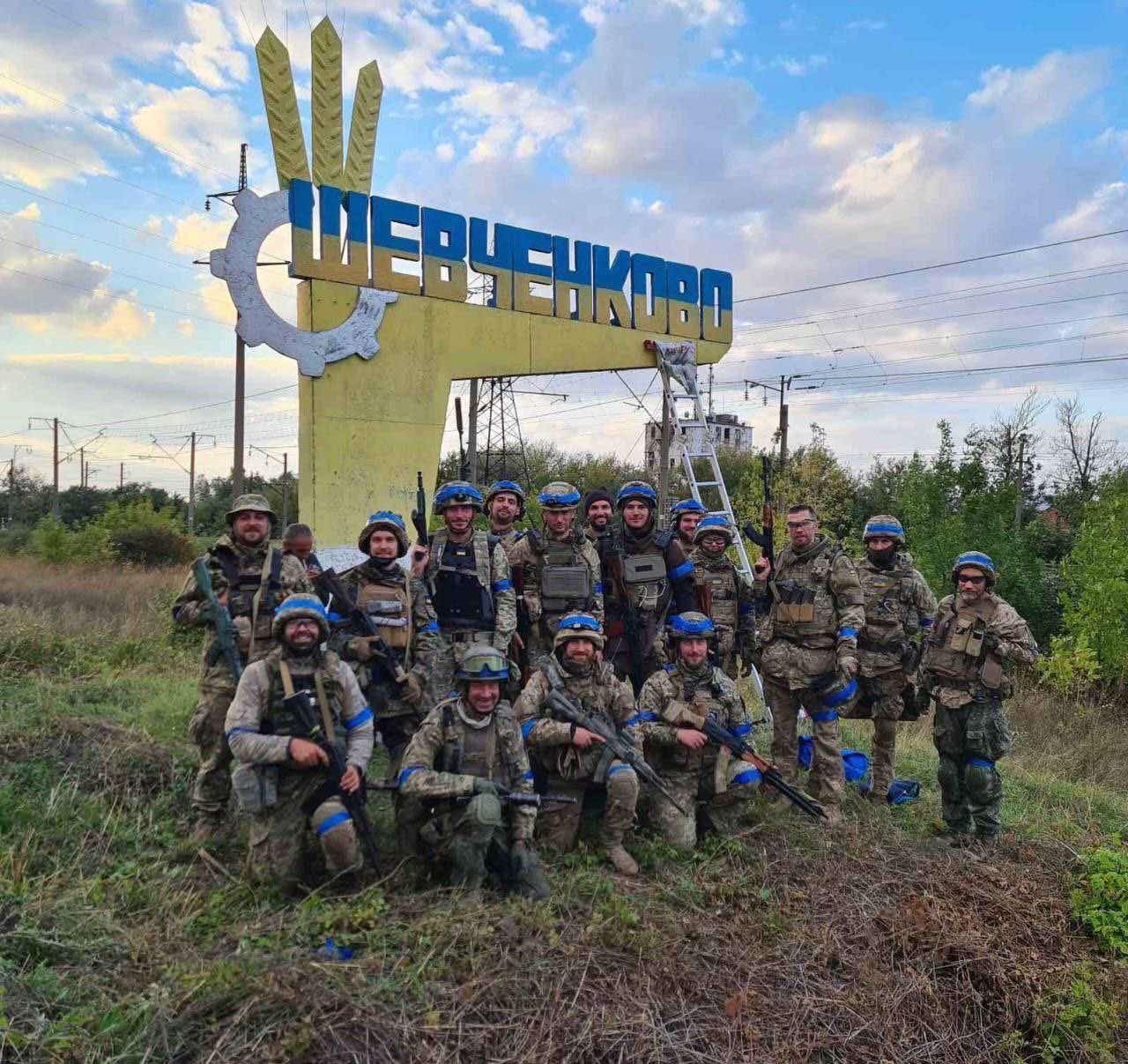
シェフチェンコヴェ入口でのウクライナ領土防衛隊（9月10日）

9月6日、ウクライナ軍はバラクリヤ北西約15キロメートルのプリシブ北部に特殊作戦軍および第92独立機械化旅団を集結させ、ハルキウ州での反撃を開始、ロシア連邦軍をドネツ川とセレドナ・バラクリヤ川左岸に後退させた。同日、プリシブの東約8キロメートルにあるヴェルビフカを奪還、いくつかのロシアの情報源はウクライナ軍の前進を阻止するため、ロシア連邦軍がバラクリヤ東部の橋を数か所破壊したと報じた。
ウクライナ軍はバラクリヤ、ヴォロヒフ・ヤル、シェフチェンコヴェ、クピアンス、バラクリヤ東部のサヴィンツィとクニエへの攻撃を行い、数か所でドネツク人民共和国軍の反撃を受けた。ウクライナ情報筋は徴収兵ではなく、ロシア正規軍兵士であると報じた。
9月7日、ウクライナ軍は約20キロメートル前進して約400平方キロメートルを奪還し、イジュームの北東まで進出した。ロシア情報筋はウクライナ軍の攻勢成功は、ロシア連邦軍がヘルソンに後退したことによる可能性が高いとした。
ウクライナ軍は9月8日までにイジューム北部のロシア連邦軍防御陣地を突破して約50キロメートル前進した。ロシア国家親衛隊緊急対応特殊課（SOBR）はバラクリヤから撃退されたが、ウクライナ軍は9月10日になってようやくバラクリヤ全域を解放した。また、バラクリヤ近郊にあるロケット・砲兵部隊最大の弾薬庫を奪還し、20以上の集落を解放した。
ウクライナの報道では、ハルキウ戦線でロシア連邦軍高官が捕虜になったと報じられ、映像から西部軍管区司令官アンドレイ・シチェヴォイ中将と見られる。
ロシア占領当局は9月9日、イジューム、クピアンスク、ヴェリキー・ブルルクの住民にロシアへの避難命令をだした。現地住民は、ウクライナ軍の到着前にロシア軍兵士が武器を放棄して集落から撤退したと証言している。同日午後にウクライナ軍はクピアンスクに到達。戦争研究所は今後72時間以内にクピアンスクが陥落する可能性が高いと分析した。ロシア連邦軍はウクライナ軍の進撃に呼応して、イジュームとクピアンスクに予備部隊を投入した。
9月10日、ウクライナ軍はイジュームとクピアンスクを奪還し、リマンへ進撃を開始した。ハルキウ州議会議長ナタリヤ・ポポワは、Facebookにクピアンスク市庁舎にウクライナ国旗を掲揚する兵士の写真を投稿した。ウクライナ治安当局と警察は、ロシア占領時に残っていた住民の身元確認のため、奪還地域へ展開した。ルハーンシク州知事セルヒー・ハイダイは、リシチャンシク郊外に到達し、クレミンナの一部をパルチザンが奪還、ロシア兵は逃げ出し、クレミンナを「もぬけの殻」にしたと述べた。
アメリカのニューヨーク・タイムズ紙は、「ウクライナ東部の戦略上重要拠点であるイジュームの陥落は、ロシアにとってキーウからの屈辱的な撤退以降、最も壊滅的な打撃である」と論評した。ロシア国防省報道官イゴール・コナシェンコフ中将は、「バラクリヤとイジュームの部隊を再編し、ドネツク州前線を強化する決定がされた」と発表。ウクライナ大統領ウォロディミル・ゼレンスキーは、反攻開始後、2,000平方キロメートルの地域を奪還したと述べた。
9月11日、アメリカのニューズウィークは「9月6日以降、ウクライナ軍は数か所で前線を最大70キロメートル突破し、3,000平方キロメートルの地域を奪還した」と報じた。同日のロシア国防省で使用されたブリーフィング用地図では、ロシア連邦軍がコザチャ・ロパン、ヴォルチャンスクなどの占領地域から撤退したことが確認された。

#### オスキル川以西ハルキウ州からのロシア連邦軍の撤退
9月11日午後、ロシア国防省はハルキウ州のほぼ全域からの撤退を発表、「兵力の再配置が進行中」であるとした。同日夜、ハルキウTETs5火力発電所などの重要インフラ施設がカリブル巡航ミサイルの攻撃を受け、ポルタヴァ州、スームィ州、ハルキウ州、ドニプロペトロウシク州、オデッサ州の一部、ドネツィク州で停電が発生、リマンではウクライナ軍とロシア連邦軍の交戦が続いた。
ウクライナ軍参謀総長セルヒイ・シャプタラ中将は9月12日、20か所以上の集落をロシアから奪還したと発表、ハルキウ州ロシア占領当局トップのヴィタリー・ガンチェフはロシヤ24のインタビューで、ウクライナ軍戦力はロシア軍を8倍上回っていると語った。ロシア占領地域から約5,000人の住民がロシアに「避難」後、ロシアのベルゴロド州との国境が封鎖された。
オスキル川以西のハルキウ州ロシア占領地域はウクライナ軍が9月13日までに奪還し、ウクライナ国営メディアはウクライナ軍がヴォルチャンスクに到達したと報じた。

#### その他の確保地域
9月11日朝、ルハーンシク州知事セルヒー・ハイダイは、ロシア兵がスタロビルスクから撤退したと述べ、ロシア占領当局も2014年にロシアが占領した都市から撤退していると述べた。
9月12日、ウクライナ軍はドネツィク州スヴャトヒルシクを奪還し、ドネツィク州の鉄道の要衝であるリマンへ進軍した。
同日の会見でゼレンスキー大統領は、東部と南部で約6,000平方キロメートルの地域を奪還、9月13日夜の会見では8,000平方キロメートルの地域をロシアから奪還したと述べた。
軍事情報サイトのOryxは、ロシアが9月11日までの5日間で戦車や車両など338の軍用装備品を失ったとしている。

### 第二段階 (9月13日以降)

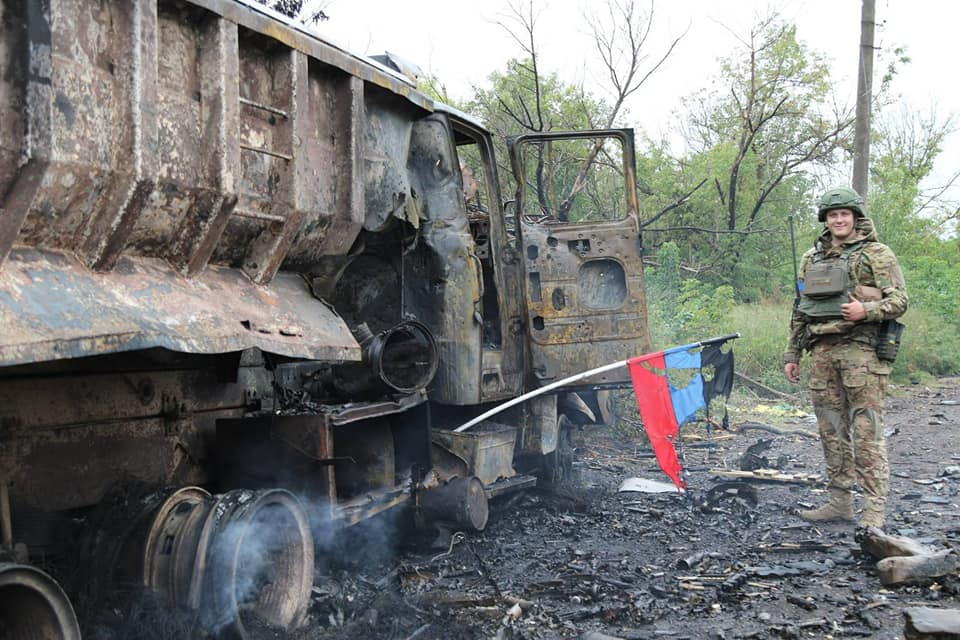
破壊されたDPR市民軍車両とウクライナ兵 (9月23日)

#### オスキル川への進軍
ロシア連邦軍はオスキル川沿いに防衛線を展開していたが、9月13日にウクライナ軍が数か所で渡河し、ハルキウ州ボロヴァ近郊に橋頭堡を築き、9月24日から25日にかけて、オスキル川左岸に少なくとも5か所の橋頭堡が築かれた。
ウクライナ軍は9月15日にドネツィク州ソスノヴェ、9月16日にオスキル川左岸のハルキウ州クプヤンシク＝ヴズロヴィイとクプヤンシク東部を奪還してオスキル川の橋頭堡を拡大、9月18日までにオスキル川左岸を制圧した
。これによりルハーンシク州のロシア連邦軍補給線は脅威に晒され、ドンバス地域内での作戦遂行が危ぶまれる事態となった。さらに、9月19日にはルハーンシク州ビロホリウカをウクライナ軍が奪還し、ロシアが同州全域を掌握している状況が崩壊した。
9月23日にドネツィク州ヤツキフカ、9月24日にハルキウ州ホロビフカ、ペトロパヴリフカ、クチェリフカ、ポドリイをウクライナ軍が奪還、9月26日にはドネツィク州から北に進軍してピスキイ・ラドキフスキイを奪還し、9月27日にリドコドゥブとコロヴィ・ヤールへ進撃した。
ロシア連邦軍が10月3日にハルキウ州ニジェ・ゾローネ、ピドリマン、ニズヤ・ズラフカ、ボロヴァ、シキフカから撤退し、ウクライナ側が奪還したとの報告があったが.、戦争研究所は10月4日現在でもロシア側の統治下にあるとしているが、クレミンナ・スヴァトヴェ街道はウクライナ側の支配下にあると分析している。
10月9日、ウクライナはルハーンシク州スヴァトヴェ地区の集落7か所を奪還したと発表した。

#### リマン包囲と奪還
ウクライナ軍による9月攻勢によって、ロシア連邦軍は重要な補給線があるドネツィク州リマンまで撤退した。イギリス国防省は、「リマンの重要性は、ロシア側が防衛を強化しているドネツ川の拠点となっているため」としている。9月26日付けのニューヨーク・タイムズ紙は、リマン・バフムート間で両軍膠着状態であると報じ、冬が近づくにつれ、両軍の活動が停滞する可能性が高く、リマンでの戦いは東部戦線での雌雄を決する戦闘になるとみられた。
ウクライナ軍は9月28日、リマン北西約12キロメートルのノヴォセリフカを奪還、9月30日にリマン南東約8キロメートルのヤンピルを奪還し、親ロシア派はTelegramで「ウクライナ軍は防衛線を突破し、ロシア軍がリマンまで撤退した」と報じた。
10月1日、ウクライナ軍はリマンの入口にウクライナ国旗を掲げ、最大5,000人のロシア兵が市内に取り残され、同日遅くに市内から撤退した。イギリスのガーディアン紙は、リマンのロシア軍は将校が降伏を拒否したため、混乱の中で撤退し、「流血の敗走」だったと報じている。戦闘による死傷者数は不明だが、AP通信は10月3日に少なくとも18人のロシア兵の遺体が市内に放置されていると報じた。
10月2日、ウクライナ軍はルハーンシク州ディプロバを奪還、10月5日にはスヴァトヴェ南西20キロメートルのフレキフカとマキイフカの入口で撮影されたウクライナ軍の画像がソーシャルメディアに投稿された。

## 第一段階の余波

### 集団墓地と拷問部屋の発見
ロシア占領地域では解放後に拷問部屋が発見され、ウクライナのウォロディミル・ゼレンスキー大統領は、ハルキウ州で10か所以上の集団墓地と拷問部屋が発見されたと公表した。バラクリヤとイジュームでは、ロシアが民間人を拘束し、拷問や処刑した形跡が多数発見されたほか、7人のスリランカ人学生を誘拐したと伝えられる。ロシアの占領後、民間人の死者は1,000人に達すると推定された。
イジュームの集団墓地からの遺体の発掘作業は9月15日から始められ、ウクライナ国家警察は犠牲者のほとんが民間人であることを明らかにした。民間人と兵士の遺体の一部には拷問を受けた痕跡があり、手を縛られ、首にロープが巻かれていたことから、戦闘や爆撃に巻き込まれたのではなく、処刑されたものであることが示唆された。ロシアのドミトリー・ペスコフ大統領報道官は、ウクライナが公表したこの内容をでたらめだとして否定したが、アメリカの宇宙技術企業マクサー・テクノロジーズが公開した衛星画像ではウクライナ軍の反撃前から集団墓地の存在が確認され、イジューム市内で計10か所の拷問と処刑現場が発見された。

### 部隊表彰

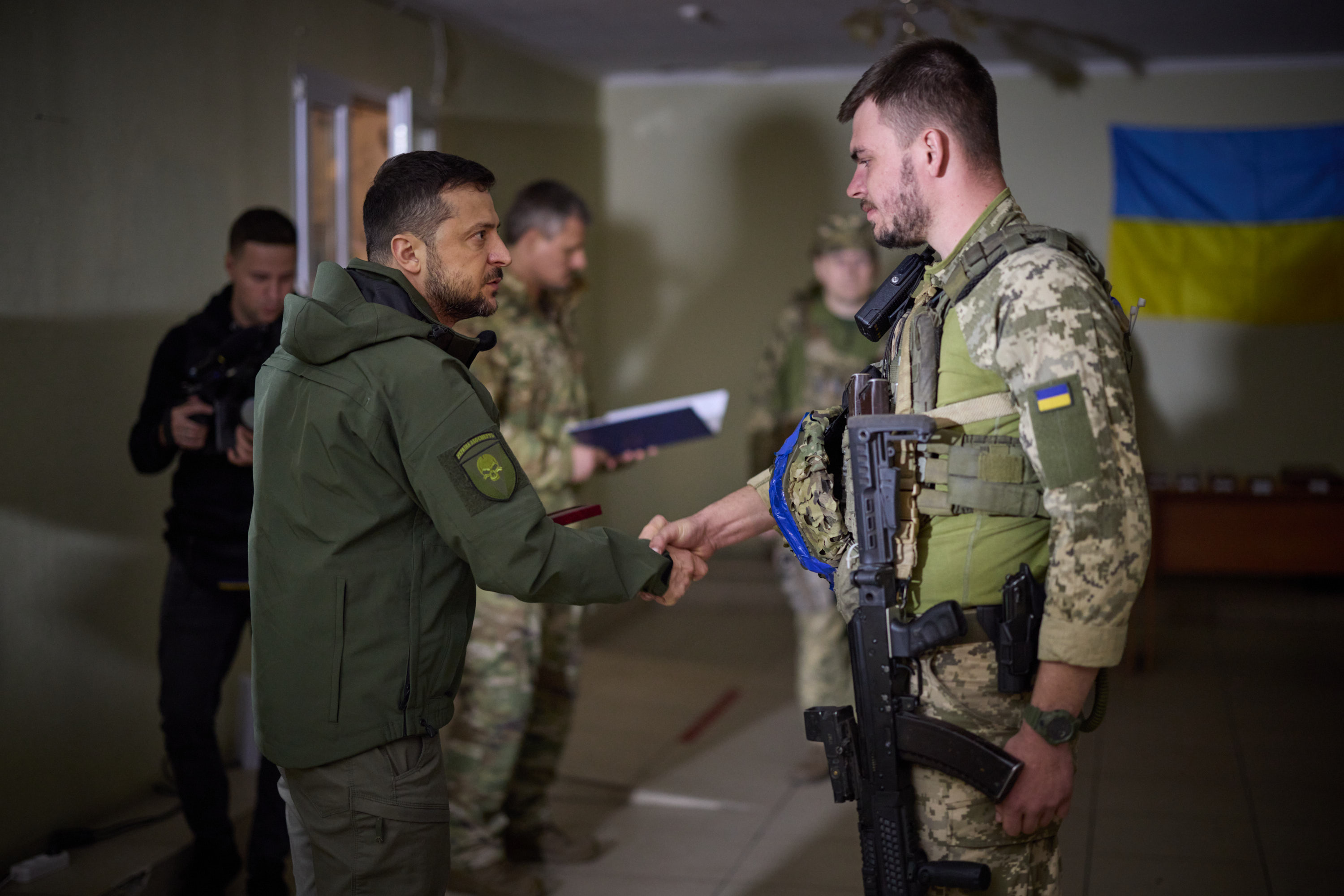
ハルキウ州最前線で兵士を表彰するゼレンスキー大統領

ウクライナのゼレンスキー大統領は2022年9月15日、解放後のイジュームを訪問し、作戦参加部隊へ勲章を授与した。以下が授与部隊。
- 第14独立機械化旅団
- 第92独立機械化旅団
- 第25独立空挺旅団
- 第80独立空中強襲旅団
- 第107ロケット砲兵旅団
- 第15独立砲兵偵察旅団
- 第26独立砲兵旅団
- 第40独立砲兵旅団
- 第43独立砲兵旅団
- 第44独立砲兵旅団
- ウクライナ国防省情報総局

### 住民投票への影響
ロシアの独立系メディアMeduzaは9月12日、ドネツク人民共和国およびルガンスク人民共和国のロシア併合に関する住民投票が、9月11日から11月4日まで延期されたと報じた。しかし、ウクライナ軍によるヘルソン州とハルキウ州での反攻作戦により、住民投票は9月23日から27日に前倒しで実施され、ロシア併合に賛成多数だったとして、9月30日にロシアはドネツィク州、ルハーンシク州、ザポリージャ州、ヘルソン州の併合を宣言した。